# Deutsches Turnfest 1928

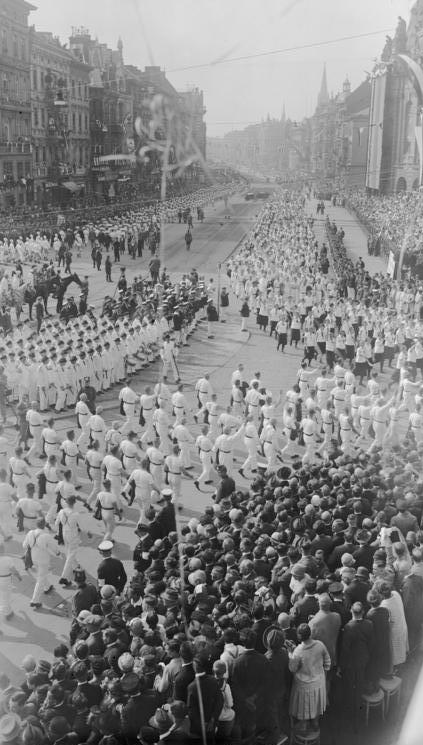
Festzug zum Stadion durch die Straßen Kölns

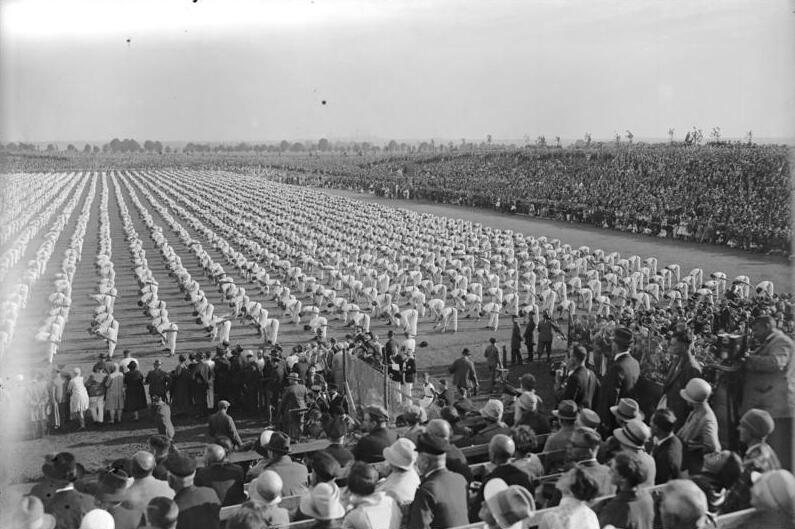
Massenfreiübungen auf der Jahnwiese

Das 14. Deutsche Turnfest fand 1928 in Köln statt. Es nahmen 300.000 Menschen aus 21 Ländern teil, und es kamen 200.000 Zuschauer. Das Fest gilt als der Höhepunkt der sportlichen Veranstaltungen im Müngersdorfer Stadion vor dem Zweiten Weltkrieg.

## Vorbereitungen
Schon im Jahr zuvor war für die Organisation des Festes eine Geschäftsstelle eingerichtet wurde. Am 28. April 1927 bewilligte die Stadtverordnetenversammlung einen Zuschuss von 150.000 Reichsmark, gegen den Widerstand der Kommunisten: „Wir stehen auf dem Standpunkt, daß diese Organisation die Deutsche Turnerschaft ein versteckter, ein getarnter Militarismus ist, eine Organisation der Imperialisten, die überhaupt von der kapitalistischen Gesellschaft gehätschelt wird. […] Sie ist auch heute immer noch stolz darauf, den Kapitalisen eine willfährigte Armee von Kanonenfutter heranzubilden.“
Erste Gespräche zur Durchführung auf höherer Ebene fanden im Dezember zwischen Oberbürgermeister Konrad Adenauer, dem Vorsitzenden des Hauptausschusses Barthel Gödde und dem Beigeordneten Heinrich Billstein statt. Als größtes Problem erwies sich die Lösung der Frage, wie die erwarteten 200.000 Teilnehmer untergebracht werden könnten. Es standen Massenquartiere für 120.000 Menschen zur Verfügung, weitere 20.000 Plätze gab es in Privatquartieren. Zusätzliche Plätze wurden in Fabriken und Lagerhallen geschaffen. Fest und Festzug zeichneten sich schließlich durch organisatorische Präzision aus.

## Das Fest
Eingeleitet wurde das „Mammutfest“  von einer Rheinstrom-Staffel von Basel nach Köln am 21. Juli 1928, am Abend fand ein Fest der Rheinländer im Stadion statt. Aus Anlass des 150. Geburtstags von „Turnvater Jahn“ wurde in der Anwesenheit von dessen aus Chicago angereisten Urenkel und dem Vorsitzenden der Deutschen Turnerschaft, Oskar Berger, ein 15 Meter hohes Jahndenkmal enthüllt.
Am Mittwoch darauf begann das eigentliche Fest mit einer Eröffnungsfeier auf dem Neumarkt.  Schirmherr der Veranstaltung war Reichspräsident Paul von Hindenburg. Unter den zahlreichen Ehrengästen befand sich der Innenminister Carl Severing, der preußische Wohlfahrtsminister Heinrich Hirtsiefer sowie der Chef der Heeresleitung, General Wilhelm Heye. Der Beigeordnete Billstein bekräftige in seiner Begrüßungsansprache den Charakter der Veranstaltung, die ein Fest „der Volksfamilie Deutscher Stämme und Landschaft“ sei, im „Gleichklang der Herz und in dem Bekenntnis zu Deutschland“.

„[...] in Köln sorgte die brisante politische Situation für eine kampfbetonte Haltung der Akteure. Das Rheinland war von den Franzosen, den Engländern und Belgiern besetzt. So erhielten viele Veranstaltungen automatisch eine demonstrativen Charakter und nur so sind einige Äußerungen der damaligen Turnführer überhaupt zu verstehen."“

Von Donnerstag bis Sonntag fanden ganztägig Wettkämpfe statt, Abschluss war ein Festzug von der Kölner Innenstadt zum Stadion. Höhepunkt der Turnwettbewerbe waren Freiübungen von 20.000 Turnerinnen und Turnern auf den Jahnwiesen.
Der Rundfunk berichtete über das Turnfest und damit erstmals über ein sportliches Großereignis.

## Wettkämpfe (Auswahl)
Der bedeutendste Wettkampf, der Zwölfkampf der Turner, endete mit folgendem Ergebnis:
| Platz | Name     | Zugehörigkeit               | Gesamtpunktzahl |
| ----- | -------- | --------------------------- | --------------- |
| 1     | Reuter   | TV 1846 Gießen              | 208 P.          |
| 1     | Preiss   | Aurora Illinois             | 208 P.          |
| 2     | Reh      | TV 1883 Feuerbach           | 207 P.          |
| 3     | Mock     | TV GutsMuths Berlin         | 205 P.          |
| 4     | Pfeiffer | Hamburger Turnerschaft 1816 | 203 P.          |
| 4     | Stracke  | TV 1888 Eichen              | 203 P.          |
| 4     | Baß      | TV 1860 München             | 203 P.          |